# Смит, Кэмерон (игрок в американский футбол)
Кэмерон Смит (англ. Cameron Smith, 26 марта 1997, Розвилл, Калифорния) — профессиональный футболист, выступающий на позиции лайнбекера в клубе НФЛ «Миннесота Вайкингс».

## Биография
Кэмерон Смит родился 26 марта 1997 в Розвилле, Калифорния. Он учился в школе Гранит-Бей, выступал за её команды по бейсболу и борьбе. В составе футбольной команды начал играть в четвёртом классе вместе с восьмиклассниками. В 2012 году Смит в составе команды стал победителем чемпионата штата Калифорния. С 2012 по 2014 год он входил в символические сборную звёзд Калифорнии по различным версиям. В мае 2014 года объявил о своём намерении продолжить карьеру в университете Южной Калифорнии.

### Любительская карьера
В составе университетской команды Смит дебютировал в сезоне 2015 года. Он провёл десять матчей в стартовом составе на месте внутреннего лайнбекера, сделал 78 захватов, сэк и три перехвата, один из которых вернул в тачдаун. Концовку чемпионата он пропустил из-за травмы колена. В 2016 году Смит сыграл во всех тринадцати матчах «Тродженс», стал лучшим в её составе по количеству захватов. По итогам сезона он получил командную награду за лидерские качества, вошёл в символическую сборную страны по версии издания Campus Insiders.
В сезоне 2017 года Смит второй раз подряд стал лучшим в команде по числу захватов, сыграв в четырнадцати играх. Он был выбран одним из капитанов «Тродженс». Его включили в состав символической сборной конференции Pac-12. Смит также претендовал на награду Баткас Эворд, вручаемую лучшему лайнбекеру года. В 2018 году он сделал 81 захват и в третий раз подряд стал лидером команды по этому показателю. Подобного достижения не добивался ни один игрок «Тродженс» за последние сорок лет. По итогам чемпионата Кэмерона признали самым ценным игроком команды.

#### Статистика выступлений в NCAA
| Сезон | Команда      | Игры | Захваты | Захваты | Захваты | Захваты | Захваты | Перехваты | Перехваты | Перехваты | Перехваты | Перехваты | Фамблы | Фамблы | Фамблы | Фамблы |
| Сезон | Команда      | Игры | Solo    | Ast     | Tot     | Loss    | Sk      | Int       | Yds       | Y/R       | TD        | PD        | FR     | Yds    | TD     | FF     |
| ----- | ------------ | ---- | ------- | ------- | ------- | ------- | ------- | --------- | --------- | --------- | --------- | --------- | ------ | ------ | ------ | ------ |
| 2015  | ЮСК Тродженс | 10   | 45      | 33      | 78      | 1,0     | 1,0     | 3         | 122       | 40,7      | 1         | 3         | 1      | 0      | 0      | 0      |
| 2016  | ЮСК Тродженс | 13   | 45      | 38      | 83      | 7,0     | 1,0     | 0         | 0         | 0,0       | 0         | 4         | 1      | 0      | 0      | 1      |
| 2017  | ЮСК Тродженс | 14   | 60      | 52      | 112     | 11,0    | 0,5     | 1         | 4         | 4,0       | 0         | 3         | 1      | 0      | 0      | 0      |
| 2018  | ЮСК Тродженс | 10   | 58      | 23      | 81      | 7,5     | 1,0     | 0         | 0         | 0,0       | 0         | 4         | 0      | 0      | 0      | 0      |
| Всего | Всего        | 47   | 208     | 146     | 354     | 26,5    | 3,5     | 4         | 126       | 31,5      | 1         | 14        | 3      | 0      | 0      | 1      |

### Профессиональная карьера
Перед драфтом НФЛ 2019 года аналитик лиги Лэнс Зирлейн характеризовал Смита как игрока, стабильно демонстрировавшего умную и эффективную игру в течение четырёх лет студенческой карьеры. Навыки чтения игры и хорошая техника позволяли ему нивелировать нехватку физической мощи и атлетизма. К другим достоинствам Смита Зирлейн относил умение распознавать обманные движения оппонента, надёжную игру на открытом пространстве, способность действовать на третьих даунах за счёт понимания игры. Минусами он называл недостаток резкости и отсутствие быстрого первого шага, ограниченный радиус действий из-за невысокой максимальной скорости, проблемы с игрой против бегущих соперника во время пасовых розыгрышей.
В пятом раунде драфта под общим 162 номером Смита выбрала «Миннесота». После предсезонной подготовки клуб отчислил его, а на следующий день подписал с ним контракт как с игроком тренировочного состава. Двенадцатого октября «Вайкингс» перевели Смита в основной состав команды. Второго ноября клуб выставил его на драфт отказов, чтобы освободить место в составе для отбывшего дисквалификацию корнербека Холтона Хилла. Через три дня соглашение со Смитом было переподписано, а 26 ноября он снова вернулся в состав команды. Всего в регулярном чемпионате он сыграл за клуб в пяти матчах. 

#### Статистика выступлений в НФЛ

##### Регулярный чемпионат
| Сезон | Команда            | Игры | Захваты | Захваты | Захваты | Захваты | Захваты | Перехваты | Перехваты | Перехваты | Перехваты | Перехваты | Фамблы | Фамблы | Фамблы | Фамблы |
| Сезон | Команда            | Игры | Solo    | Ast     | Tot     | Loss    | Sk      | Int       | Yds       | Y/R       | TD        | PD        | FR     | Yds    | TD     | FF     |
| ----- | ------------------ | ---- | ------- | ------- | ------- | ------- | ------- | --------- | --------- | --------- | --------- | --------- | ------ | ------ | ------ | ------ |
| 2019  | Миннесота Вайкингс | 5    | 4       | 4       | 8       | 0,0     | 0,0     | 0         | 0         | 0,0       | 0         | 0         | 0      | 0      | 0      | 0      |
| Всего | Всего              | 5    | 4       | 4       | 8       | 0,0     | 0,0     | 0         | 0         | 0,0       | 0         | 0         | 0      | 0      | 0      | 0      |

##### Плей-офф
| Сезон | Команда            | Игры | Захваты | Захваты | Захваты | Захваты | Захваты | Перехваты | Перехваты | Перехваты | Перехваты | Перехваты | Фамблы | Фамблы | Фамблы | Фамблы |
| Сезон | Команда            | Игры | Solo    | Ast     | Tot     | Loss    | Sk      | Int       | Yds       | Y/R       | TD        | PD        | FR     | Yds    | TD     | FF     |
| ----- | ------------------ | ---- | ------- | ------- | ------- | ------- | ------- | --------- | --------- | --------- | --------- | --------- | ------ | ------ | ------ | ------ |
| 2019  | Миннесота Вайкингс | 2    | 0       | 0       | 0       | 0,0     | 0,0     | 0         | 0         | 0,0       | 0         | 0         | 0      | 0      | 0      | 0      |
| Всего | Всего              | 2    | 0       | 0       | 0       | 0,0     | 0,0     | 0         | 0         | 0,0       | 0         | 0         | 0      | 0      | 0      | 0      |